# گزل‌آباد
گزل آباد، روستایی است از توابع بخش مرکزی شهرستان قوچان در استان خراسان رضوی ایران.
زبان مردم این روستا فارسی است.

## جمعیت
این روستا در دهستان قوچان عتیق قرار داشته و براساس سرشماری سال ۱۳۸۵جمعیت آن ۴۸۶ نفر (۱۲۲ خانوار) بوده است.